# Paul Barrois
Paul Barrois est un producteur français.

## Famille et vie privée
Paul Barrois est le fils d'Anne-Marie Périer et Claude Barrois, ainsi que le beau-fils de Michel Sardou.
Il est l'époux de Marion Ruggieri. Le couple a un enfant, Abel, né début 2009.